# Vinum

## Descrição
Vinum é um gerenciador de volumes do FreeBSD capaz de fazer RAID 0, 1, 5( e suas combinações possíveis) via software. Também há versões para o NetBSD e OpenBSD.

### História
Originalmente escrito por Greg Lehey para o FreeBSD 5, o Vinum Volume Manager pode fazer diversas estruturas combinadas de RAID 0, 1 e 5, com as devidas restrições com relação a número de discos conforme cada tecnologia. Posteriormente foi integrado a arquitetura GEOM, escrita por [Tom Rhodes], originando no GVinum(GEOM Vinum).

### Funcionalidades
Desde sua origem, o Vinum suporta os 3 tipos de RAID mais usuais - 0, 1 e 5 - e suas combinações, provendo soluções de alta disponibilidade e performance, além de contar com outras facilidades como o hot spare e o hot swap de discos. É relevante ressaltar que assim como em RAID controlados por hardware, o Vinum necessita para um bom funcionamento de discos SCSI ou com tecnologias superiores em precisão tamanho dos volumes.

### Desvantagens
Apesar de grande flexibilidade, os RAIDs via software tem uma perda de performance comparados com os controlados por hardware, a menos que se tenha um equipamento com processamento dedicado para essa funcionalidade, o que gera um custo geralmente maior do que o uso de placas controladoras.

### Estrutura
Com um array de discos pode-se criar um volume, e esse volume contém um plex correspondente ao tamanho de espaço alocável no volume. Esses volumes com plexes podem ser distribuidos hierarquicamente com as variações de RAID possíveis, sendo muito flexível para ambientes peculiares onde muitas soluções de hardware não atenderiam por serem "inflexíveis".

### Links correlatos
The Vinum Volume Manager
FreeBSD Vinum Handbook
FreeBSD GEOM Handbook